# 158
158. је била проста година.

## Догађаји
- Најранија употреба Сол Инвицтус, у посвећењу паганског култа у Риму.
- Побуна против римске власти у Дакији је угушена.
- Промена назива ере из Јонгшоу у Јангси кинеске династије Хан
- Крај рата између Пикта и Римљана.
- Кинске царске власти су ухапсиле Шањуе, а Сјонгнуи су побегли у Сјанбеј.